# Johan Arnold Bloys van Treslong
Johan Arnold Bloys van Treslong est un amiral et patriote néerlandais, né le 8 novembre 1757 à Steenbergen et mort le 26 janvier 1824 à Amsterdam.

## Biographie
De la famille de l'amiral Willem Bloys van Treslong, Johan Arnold Bloys van Treslong commence sa carrière navale en 1772, servant en tant que Midshipman à l'Amirauté de Rotterdam. Il sert sous les Provinces-Unies sur la mer du Nord, dans les Antilles et contre les barbaresques en Méditerranée.
En 1781, il combat dans l'action du 30 mai 1781 (en) sous le commandement de Pieter Melvill van Carnbee (en), et de 1782 à 1787, il commande plusieurs navires en Méditerranée. Il est licencié en 1787 en raison de son soutien à la faction des Patriote. Cette mauvaise grâce dure jusqu'en 1793. Après la défaite retentissante des Pays-Bas lors de la bataille de Camperdown en 1797, durant laquelle il commande le vaisseau Brutus (en) en tant que contre-amiral, il est désigné comme bouc émissaire, mais sa réputation est par la suite rétablie.
Cette réhabilitation a lieu le 18 octobre 1808 sous la forme d'une nomination au poste de vice-amiral (titulaire). Ce même jour, il est également décoré de l'ordre de l'Union, un honneur qu'il partage avec ses cousins germains Cornelis Ysaac Bloys van Treslong (nl), Jacob Arnout Bloys van Treslong (nl) et Willem Otto Bloys van Treslong (nl).

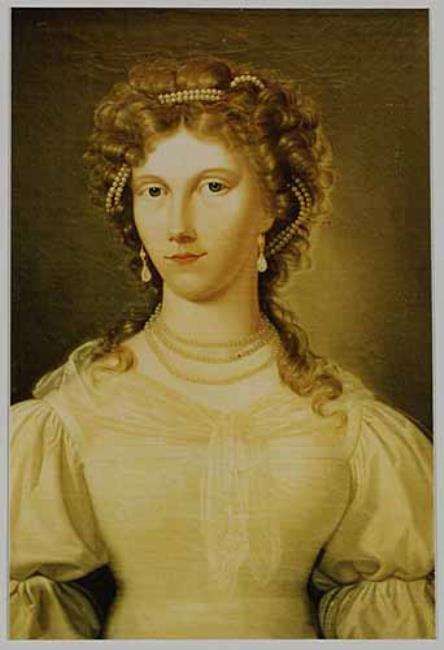
Portrait de son épouse, Philippina Elisabeth van Ewijck.

Il épouse Philippina Elisabeth van Ewijck (nl), veuve de Leonard Kuysten van Hoesen et fille de Johannes Cyprianus van Ewijck, membre du Vroedschap d'Amsterdam.